# Đồng cảm

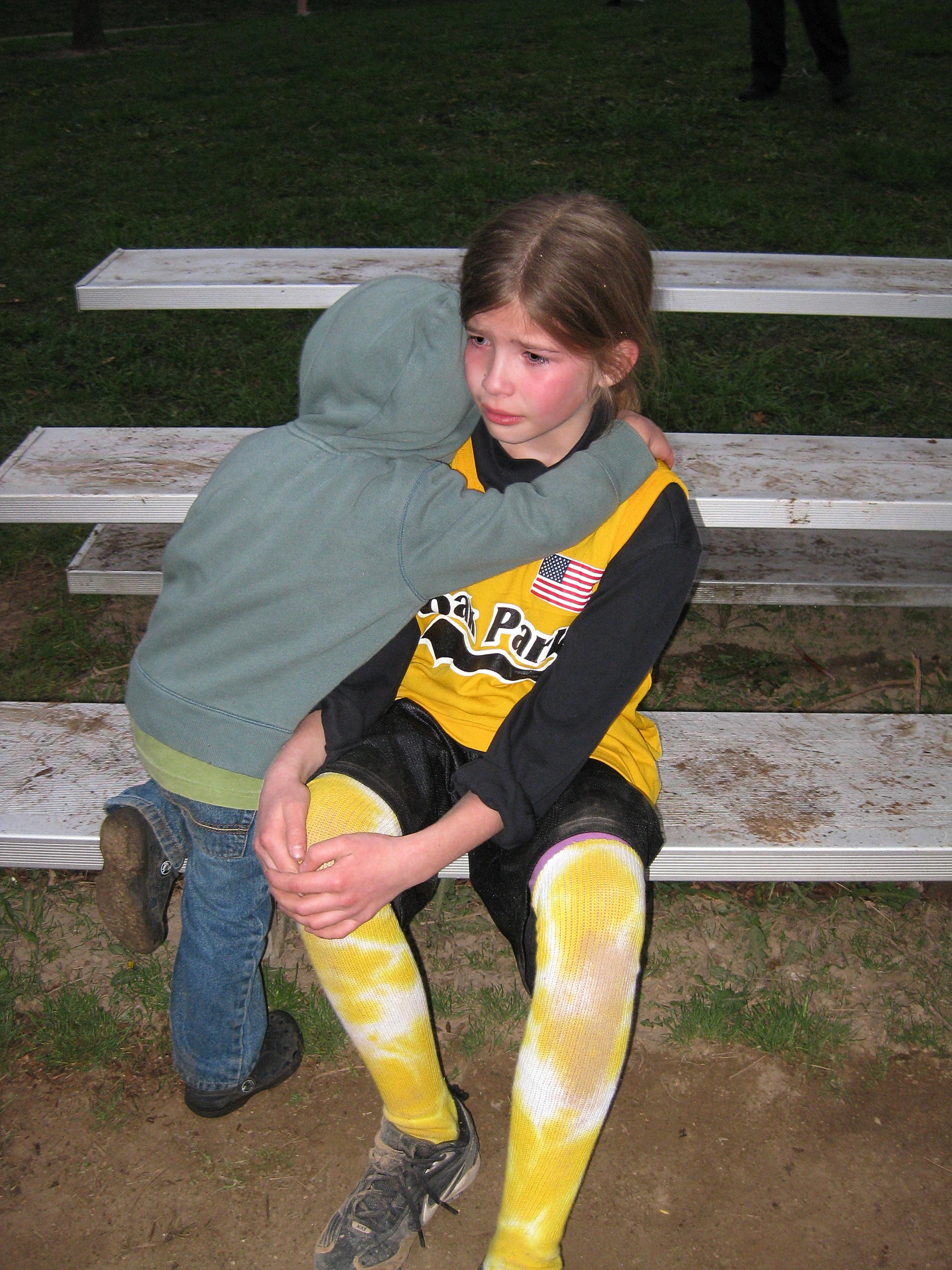
Ôm một người bị tổn thương là một dấu hiệu của sự đồng cảm

Đồng cảm là khả năng hiểu hoặc cảm nhận những gì người khác đang trải qua trong khung tham chiếu của họ, nghĩa là khả năng đặt bản thân vào vị trí của người khác. Có nhiều định nghĩa cho sự đồng cảm mà bao gồm một loạt các trạng thái cảm xúc. Các loại đồng cảm bao gồm đồng cảm nhận thức, đồng cảm về cảm xúc và đồng cảm soma.

## Định nghĩa
Các định nghĩa đồng cảm bao gồm một loạt các trạng thái cảm xúc, bao gồm chăm sóc người khác và có mong muốn giúp đỡ họ; trải nghiệm cảm xúc phù hợp với cảm xúc của người khác; nhận thấy những gì người khác đang nghĩ hoặc cảm thấy; và thu hẹp sự khác biệt giữa bản thân và người khác. Nó cũng có thể được hiểu là làm giảm khoảng cách giữa việc định danh chính mình và người khác.
Đồng cảm cũng là khả năng cảm nhận và chia sẻ cảm xúc của người khác. Một số người tin rằng sự đồng cảm liên quan đến khả năng phù hợp với cảm xúc của người khác, trong khi những người khác tin rằng sự đồng cảm liên quan đến việc tỏ thái độ yêu thương đối với người khác.
Đồng cảm có thể bao gồm có sự hiểu biết rằng có nhiều yếu tố đi vào quá trình ra quyết định và quá trình suy nghĩ nhận thức. Kinh nghiệm trong quá khứ có ảnh hưởng đến việc ra quyết định ngày hôm nay. Hiểu điều này cho phép một người có sự đồng cảm với những cá nhân đôi khi đưa ra quyết định phi logic cho một vấn đề mà hầu hết các cá nhân sẽ phản ứng với một phản ứng hiển nhiên hơn. Gia đình tan vỡ, chấn thương thời thơ ấu, thiếu thốn tình cảm cha mẹ và nhiều yếu tố khác có thể ảnh hưởng đến các kết nối trong não mà con người sử dụng để đưa ra quyết định trong tương lai.
Martin Hoffman là một nhà tâm lý học đã nghiên cứu sự phát triển của sự đồng cảm. Theo Hoffman, mọi người đều được sinh ra với khả năng cảm nhận sự đồng cảm.
Từ bi và cảm thông là những thuật ngữ liên quan đến sự đồng cảm. Các định nghĩa là khác nhau, góp phần vào việc định nghĩa sự đồng cảm thêm khó khăn. Lòng trắc ẩn thường được định nghĩa là một cảm xúc mà chúng ta cảm thấy khi người khác cần giúp đỡ, điều này thúc đẩy chúng ta giúp đỡ họ. Thông cảm là một cảm giác quan tâm và thấu hiểu cho người cần giúp đỡ. Một số người bổ sung vào trong sự cảm thông một mối quan tâm đồng cảm, một cảm giác quan tâm đến người khác, trong đó một số học giả chỉ đưa vào mong muốn thấy họ tốt hơn hoặc hạnh phúc hơn.
Đồng cảm cũng khác biệt với sự thương hại và Lan Truyền Cảm Xúc. Thương hại là cảm xúc rằng người khác đang gặp rắc rối và cần được giúp đỡ vì họ không thể tự khắc phục vấn đề của mình, thường được mô tả là "cảm thấy tiếc" cho ai đó. Lan Truyền Cảm Xúc là khi một người (đặc biệt là trẻ sơ sinh hoặc thành viên của đám đông) "bắt" những cảm xúc mà người khác đang thể hiện mà không nhất thiết phải nhận ra điều này đang xảy ra.
Vì sự đồng cảm liên quan đến việc hiểu các trạng thái cảm xúc của người khác, nên cách nó được đặc tả bắt nguồn từ cách bản thân cảm xúc được đặc tả. Ví dụ, nếu cảm xúc được coi là đặc trưng trung tâm của cảm xúc cơ thể, thì việc nắm bắt cảm xúc cơ thể của người khác sẽ là trung tâm của sự đồng cảm. Mặt khác, nếu cảm xúc được đặc trưng tập trung hơn bởi sự kết hợp giữa niềm tin và ham muốn, thì việc nắm bắt những niềm tin và ham muốn này sẽ cần thiết hơn cho sự đồng cảm. Khả năng tưởng tượng mình là một người khác là một quá trình tưởng tượng tinh tế. Tuy nhiên, khả năng cơ bản để nhận biết cảm xúc có lẽ là bẩm sinh  và có thể đạt được một cách vô thức. Tuy nhiên, nó có thể được đào tạo  và đạt được với nhiều mức độ hoặc độ chính xác khác nhau.
Đồng cảm nhất thiết phải có chất lượng "nhiều hay ít". Tuy nhiên, trường hợp mô hình của một tương tác đồng cảm, liên quan đến việc một người truyền đạt sự thừa nhận chính xác về tầm quan trọng của hành động cố ý liên tục của người khác, trạng thái cảm xúc liên quan và đặc điểm cá nhân theo cách mà người được công nhận có thể chịu đựng. Sự công nhận vừa chính xác vừa có thể chịu đựng được là những đặc điểm trung tâm của sự đồng cảm.
Năng lực của con người để nhận ra cảm xúc cơ thể của người khác có liên quan đến năng lực bắt chước của chúng ta, và dường như được đặt nền tảng trong khả năng bẩm sinh để liên kết các chuyển động cơ thể và nét mặt mà người ta nhìn thấy ở người khác với cảm giác tự chủ của việc tạo ra những chuyển động hoặc biểu hiện tương ứng đó. Con người dường như tạo ra mối liên hệ ngay lập tức giữa âm điệu của giọng nói kết hợp các biểu hiện giọng nói khác và cảm giác bên trong.
Trong lĩnh vực tâm lý học tích cực, sự đồng cảm cũng đã được so sánh với lòng vị tha và tự cao tự đại. Lòng vị tha là hành vi nhằm mục đích mang lại lợi ích cho người khác, trong khi tự cao tự đại là hành vi được thực hiện vì lợi ích cá nhân. Đôi khi, khi ai đó cảm thấy đồng cảm với người khác, hành động vị tha xảy ra. Tuy nhiên, nhiều người đặt câu hỏi liệu những hành động vị tha này có được thúc đẩy bởi lợi ích bản thân hay không. Theo các nhà tâm lý học tích cực, mọi người có thể cảm động đầy đủ bởi sự đồng cảm của họ để có lòng vị tha.